# Agorismo

Símbolo a³ Agora! Anarquia! Ação!

O agorismo é uma filosofia social que defende a criação de uma sociedade na qual todas as relações entre as pessoas sejam trocas voluntárias por meio da contraeconomia, envolvendo aspectos de revolução não violenta. Foi proposto pela primeira vez pelo filósofo libertário americano Samuel Edward Konkin III (1947-2004) em duas conferências, CounterCon I em outubro de 1974 e CounterCon II em maio de 1975.
O termo vem da palavra grega "Ágora", um local aberto para assembleias com mercados compostos por feiras livres em seus limites nas antigas cidades-estados gregas. Ideologicamente, é um termo representando um tipo revolucionário de anarquismo de mercado. A característica que distingue o agorismo das demais formas de anarquismo de mercado é que sua estrategia tem por ênfase a contraeconomia, o que seria, segundo Konkin, "o estudo e/ou prática de toda ação humana pacífica que é proibida pelo Estado".
O Agorismo é uma forma de anarquia de mercado. Os agoristas seguidores de Konkin consideram a propriedade intelectual ilegítima. enquanto os adeptos da linha de J. Neil Schulman a consideram legítima, considerando que cada invenção é logicamente propriedade exclusiva de seu criador. Diferentemente do mutualismo, o agorismo advoga um "livre mercado Laissez-faire" mas não mantém que o uso contínuo seja requerimento para que a propriedade pertença legitimamente ao seu dono.[carece de fontes?]

## Ideologia
O objetivo do agorismo é a ágora. A sociedade do mercado aberto, tão próxima quanto possível de ser intocada por roubo, agressão e fraude, é tão próxima quanto possível de uma sociedade livre que se pode alcançar. E uma sociedade livre é a única em que cada um de nós pode satisfazer seus valores subjetivos sem esmagar os valores dos outros por meio de violência e coerção.
Konkin caracterizou o agorismo como uma forma de Libertarianismo de esquerda,  e, geralmente, que o agorismo é um ramo estratégico do anarquismo de mercado de esquerda.

## Visão da propriedade

Bandeira agorista, em que o padrão usado representa a anarquia e as cores simboliza os mercados cinza e negro.

A propriedade privada, particularmente a terra, não continuaria infinitamente, e sim se usaria apenas enquanto haja uma capacidade regular para evitar que seja considerada abandonada. Alguns anarcocapitalistas creem que "toda" propriedade deveria ser Propriedade Privada, enquanto os agoristas acreditam que a propriedade coletiva pode ser permitida, assim como a propriedade de "ocupação e uso".[carece de fontes?]
Os agoristas veem as empresas favorecidas pelo governo como um vínculo da ilegitimidade do Estado com muitos desses negócios. Creem que as restrições estatais que limitam a responsabilidade nas empresas corrompem os negócios de tal maneira que os gerentes atuam irresponsavelmente com os Ativos das empresas. Por exemplo, se esses negócios pagam excessivamente aos executivos e não podem resolver dívidas contratuais, muitas leis estatais protegem os salários daqueles que são responsáveis pela bancarrota. Os agoristas afirmam que a responsabilidade não pode desaparecer simplesmente por uma lei governamental e assim os negócios legítimos sempre teriam administradores ou donos que seriam responsáveis de qualquer ação executada.[carece de fontes?]
Os agoristas tendem a se opor aos copyrights e patentes como um monopólio ilegítimo como sustentou Benjamin Tucker. Promovem e sustentam uma reconciliação entre as obras de autores diferentes como Pierre-Joseph Proudhon e David Friedman em parte reconhecendo as diferenças terminológicas, sendo a mais evidente a palavra "propriedade". Porém, uma parcela dos agoristas considera a propriedade intelectual ilegítima.[carece de fontes?]